# Кессел, Барни
Барни Кессел (Barney Kessel, 17 октября 1923 — 6 мая 2004) — американский джазовый гитарист и композитор.
Был членом множества известных джазовых групп, а также востребованным сессионным гитаристом. Наиболее известен своими основанными на аккордах мелодиями.

## Биография
Бернард (Барни) Кессел родился 17 октября 1923 года в городке Маскоги, Оклахома, в семье еврейских иммигрантов из Европы Абрама Кессела (1877—1941) и Рут Райшер (1889—1968). Его отец происходил из Уйпешта, это был его второй брак и в каждом из браков у него было по трое детей; мать происходила из России.
Впервые Барни увидел гитару, проходя мимо музыкального магазина, когда работал разносчиком газет. Ему понравилось, как она выглядит, а также то, что она продавалась с буклетом «Как научиться играть за пять минут». Учёба заняла много больше пяти минут, и после буклета Кессел переключился на копирование звука свинг-музыкантов, которых слышал по радио. В 14 лет он бросил школу, чтобы начать профессиональную карьеру, и вскоре уже выступал в местных чёрных клубах с группой, в составе которой был белой вороной, выделяясь не только возрастом, но и цветом кожи, поскольку был в ней единственным белым.
Кессел совершенствовал свою игру, делая акцент на тяжелом свинговом вибрато, свойственном канзасской сцене того времени. Кроме того, он многое заимствовал у своего земляка Чарли Крисчена, чёрного гитариста, выступавшего с большим успехом в секстете Бенни Гудмена. Крисчен был ключевой фигурой в развитии гитарной музыки. Именно он одним из первых вывел гитару из ритм-секции, заиграв на ней соло.
Крисчен услышал про Кессела в один из своих приездов домой, и их совместный джем привел Барни к мысли о необходимости создания своего собственного стиля. Миру не нужен был второй Крисчен, по крайней мере Барни не хотел быть таковым: «Я осознал, что методично заимствовал идеи из его записей. Все, что я умел, было его музыкой. И мне пора было придумать что-то своё».
По совету Крисчена в 1942 году Барни Кессел переезжает в Лос-Анджелес и вскоре уже гастролирует с оркестром шоумена Чико Маркса. Кроме того, выступает и работает в студии как гитарист Леса Брауна.
Летом 1944-го Кессел присоединяется к биг-бенду Чарли Барнета и тогда же участвует в съёмках короткометражки Jammin' the Blues, своего рода музыкальном клипе, ещё до появления такого жанра. Причём Кесселу, как единственному белому в картине, пришлось покрасить руки в чёрный цвет, а самому сниматься полубоком в тени. Фильм был номинирован на Оскар.
Лиричную гитару Барни можно услышать на записях оркестра Арти Шоу того времени. За два года только с Шоу было сделано более 70 студийных записей, при этом Кессел продолжал активно работать с Бенни Гудменом, а в начале 1947 года записал четыре трека с Чарли Паркером. Неудивительно, что один из критиков сказал о Кесселе: «Этот парень может сидеть и играть с кем угодно. У него есть то, что в джазе называется „Большие уши“, он замечательно умеет слушать и отвечать на то, что слышит».
В списке задействованности Кессела в конце 40-х — начале 50-х годов XX века стоит упомянуть популярную серию концертов в Южной Калифорнии Just Jazz All Stars, где Барни отметился особенной версией Stardust, и международное турне Jazz At The Philharmonic в составе трио Оскара Петерсона.
К этому времени он был достаточно опытен и авторитетен, чтобы собрать свой собственный бэнд. Первые записи в роли бэнд-лидера для Кессела начались в 1953-м. На лейбле Contemporary, с которым он сотрудничал до конца музыкальной карьеры, альбомы появлялись примерно раз в год.
Его ранние пластинки, такие как «Easy like» и «Kessel plays standards», запомнились оригинальностью сочетания гитары с различными инструментами: гобой и тенор-сакс Боба Купера и Джорджи Оулда, труба Гарри Эдисона.
До 1960 года его несколько раз признавали джаз-гитаристом номер один по версии различных журналов, таких как Esquire, DownBeat, Metronome и Playboy. При этом денег на жизнь едва хватало, и он, чтобы свести концы с концами, стал завсегдатаем Hollywood’s recording studios. В этой параллельной жизни он записывался для различных телевизионных саундтреков и рекламных роликов, но в то же время был востребован как сессионный музыкант на альбомах Элвиса Пресли, Фрэнка Синатры и Сэма Кука.
Кроме финансовой поддержки, тут был и полезный опыт: Кессел не только стал одним из первых электрогитаристов, но и впервые записывался без фортепиано, что выводило гитару с бэкграунда на передний план. Вообще трио гитары, баса и ударных стало фирменным стилем Кессела.
Яркий пример такого звука представляет записанный в конце 1955-го альбом Джули Лондон — Julie is her name. Только гитара, бас и голос, 13 песен с заглавной Cry me a river, ставшей с тех пор джазовым стандартом.
Несмотря на то, что Кессел продолжал выпускать качественные сольные альбомы, по большей части он был занят как сессионный музыкант. В те годы даже был специальный термин для приглашённых студийных музыкантов, The Wrecking Crew (что в данном случае можно перевести с английского как «аварийно-спасательная команда»), и Барни был номером один среди гитаристов в этом списке и одним из первых членов этой неформальной разномастной группы.
Компания Gibson представила названную в честь него новую гитарную модель — в начале 60-х годов начала производить именную гитару «The Barney Kessel». Эта полуакустика полюбилась многим известным музыкантам и выпускалась до 1974 года.
Карьерный пик Кессела пришёлся на середину 60-х, когда он играл с огромным количеством исполнителей — от Барбры Стрейзанд до Дорис Дэй и от Beach Boys до Марти Бэйлина из  рок-группы Jefferson Airplane. Зачастую в недельном чарте top 40 можно было найти три-четыре песни с его участием, каждый раз с новым исполнителем. Гитара Барни звучит на сингле Элвиса Пресли «Return to Sender», в песне «Wouldn’t it be nice» — первом треке культового альбома Beach Boys «Pet sounds», в песне «I got you, babe» дуэта супругов Сонни и Шер из их альбома Look at Us.
В 1964 году Барни вместе со своей второй женой — певицей Би-Джей Бэйкер — создал лейбл Emerald Records, где впоследствии издавал свои альбомы, звук которых сместился в сторону свинга и босановы. В 1967 году вышла в свет книга Кессела с простым названием «Гитара» (Kessel B. The Guitar. — Holliwood, Calif.: Windsor Music Co., 1967. — 212 p.). На её страницах были представлены не только уроки игры, но и практические советы: как выбрать гитару, струны, звукосниматели, как аккомпанировать музыкантам в разных стилях.
В том же 1967-м он открыл музыкальный магазин — по соседству со зданием Capitol records в Голливуде. За три с небольшим года существования магазина его клиентами были Джон Леннон, Джордж Харрисон, Фрэнк Заппа и музыканты группы Buffalo Springfield. Кроме того, Барни дал работу в магазине молодому гитарному мастеру Бернардо Чавесу Рико, который впоследствии организовал компанию B.C.Rich Guitars.
В 70-х Кессел много гастролировал, сначала со своим семинаром «Эффективный гитарист», а позднее с гитарным супертрио The Great Guitars, куда, кроме него, вошли Чарли Берд и Херб Эллис. Кроме гастролей, они записали три совместных альбома. Сам Барни описывал их как набор джазовых стандартов, представленный со всех возможных сторон гитарного звука и техники.
К 80-м он уже стал живой легендой: Джон Леннон и Джордж Харрисон в интервью называли его лучшим гитаристом в истории, Пит Таунсенд посвятил ему инструментальную композицию в альбоме 1983 года, а сам Барни несколько раз выступал в Белом доме для президентов Картера и Рейгана. Позднее его приняли во всевозможные залы славы джаза.
В начале 90-х он был столь же активен и востребован, как на протяжении нескольких последних десятилетий. В первые месяцы 1992 года Барни проехал с гастролями через Австралию, Новую Зеландию, США и готовился к продолжению тура, но 26 мая 1992 года у него случился инсульт, который положил конец его блестящей карьере: здоровье уже не позволяло продолжать активную деятельность.
Барни Кессел умер 6 мая 2004 года в своем доме в Сан-Диего (Калифорния) в возрасте 80 лет.

## Дискография

### Руководитель оркестра
- Vol. 1: Easy Like (Contemporary 1953/1955)
- Vol. 2: Kessel Plays Standards (Contemporary 1954/1955)
- Vol. 3: To Swing or Not to Swing (Contemporary 1955)
- Music to Listen to Barney Kessel by (Contemporary 1956)
- The Poll Winners (Contemporary 1957)
- Let’s Cook! (Contemporary 1957)
- The Poll Winners Ride Again (Contemporary 1958)
- Kessel plays Carmen (Contemporary 1958)
- The Poll Winners Three! (Contemporary 1959)
- Some Like It Hot (Contemporary 1959)
- The Poll Winners — Exploring the Scene! (Contemporary 1960)
- Barney Kessel’s Swingin' Party at Contemporary (Contemporary 1960)
- Bossa Nova (1962)
- Workin' Out with the Barney Kessel Quartet (Contemporary 1961)
- Hair Is Beautiful (Atlantic 1968)
- Feeling Free (Contemporary 1969)
- Autumn Leaves (Black Lion 1969)
- The Poll Winners — Straight Ahead (Contemporary 1975)
- Soaring (Concord Jazz 1976)
- Solo (Concord Jazz 1981)
- Spontaneous Combustion (Contemporary 1987)
- Red Hot and Blues (Contemporary 1988)